# Liste des matchs de l'équipe des îles Cook de football par adversaire
La liste des matchs de l'équipe des îles Cook de football par adversaire présente l'ensemble des rencontres disputées par les îles Cook  depuis son premier match, le 2 septembre 1971 face à Tahiti.
Les données sont arrêtées au 4 septembre 2015, après la rencontre face aux Samoa américaines, comptant pour les éliminatoires de la Coupe du monde 2018,.
- Haut – A
- B
- C
- D
- E
- F
- G
- H
- I
- J
- K
- L
- M
- N
- O
- P
- Q
- R
- S
- T
- U
- V
- W
- X
- Y
- Z

## A

### Australie
Confrontations entre l'Australie et les Îles Cook :
| Date              | Lieu                | Match                 | Score | Compétition                               |
| 28 septembre 1998 | Brisbane, Australie | Australie - Îles Cook | 16-0  | Coupe d'Océanie 1998 (1er tour, groupe B) |
| 19 juin 2000      | Papeete, Tahiti     | Australie - Îles Cook | 17-0  | Coupe d'Océanie 2000 (1er tour, groupe A) |

### Bilan
| Rang | Équipe    | Pts | J | G | N | P | Bp | Bc | Diff |
| ---- | --------- | --- | - | - | - | - | -- | -- | ---- |
| 1    | Australie | 6   | 2 | 2 | 0 | 0 | 33 | 0  | +33  |
| 2    | Îles Cook | 0   | 2 | 0 | 0 | 2 | 0  | 33 | -33  |

## F

### Fidji
Confrontations entre les Îles Cook et les Fidji :
| Date              | Lieu                        | Match             | Score | Compétition                                                     |
| 30 septembre 1998 | Brisbane, Australie         | Fidji - Îles Cook | 3-0   | Coupe d'Océanie 1998 (1er tour, groupe B)                       |
| 27 août 2007      | Apia, Samoa                 | Fidji - Îles Cook | 4-0   | Qualifications pour la Coupe du monde 2006 (1er tour, groupe A) |
| 3 septembre 2011  | Boulari, Nouvelle-Calédonie | Îles Cook - Fidji | 1-4   | Jeux du Pacifique de 2011 (1er tour, groupe B)                  |

## I

### Îles Salomon
Confrontations entre les Îles Cook et les Îles Salomon :
| Date         | Lieu                       | Match                    | Score | Compétition                                                     |
| 21 août 1995 | Tahiti                     | Îles Salomon - Îles Cook | 16-0  | Jeux du Pacifique Sud de 1995 (1er tour, groupe A)              |
| 21 juin 2000 | Papeete, Tahiti            | Îles Salomon - Îles Cook | 5-1   | Coupe d'Océanie 2000 (1er tour, groupe A)                       |
| 4 juin 2001  | Auckland, Nouvelle-Zélande | Îles Salomon - Îles Cook | 9-1   | Qualifications pour la Coupe du monde 2002 (1er tour, groupe 2) |
| 12 mai 2004  | Honiara, Îles Salomon      | Îles Salomon - Îles Cook | 5-0   | Qualifications pour la Coupe du monde 2006 (1er tour, groupe 1) |

## K

### Kiribati
Confrontations entre les Îles Cook et les Kiribati :
| Date               | Lieu                        | Match                | Score | Compétition                                    |
| 1er septembre 2011 | Boulari, Nouvelle-Calédonie | Îles Cook - Kiribati | 3-0   | Jeux du Pacifique de 2011 (1er tour, groupe B) |

## N

### Nouvelle-Calédonie
Confrontations entre les Îles Cook et la Nouvelle-Calédonie :
| Date         | Lieu                  | Match                          | Score | Compétition                                                     |
| 16 août 1995 | Tahiti                | Nouvelle-Calédonie - Îles Cook | 9-0   | Jeux du Pacifique Sud de 1995 (1er tour, groupe A)              |
| 17 mai 2004  | Honiara, Îles Salomon | Nouvelle-Calédonie - Îles Cook | 8-0   | Qualifications pour la Coupe du monde 2006 (1er tour, groupe 1) |
| 29 août 2007 | Apia, Samoa           | Nouvelle-Calédonie - Îles Cook | 3-0   | Qualifications pour la Coupe du monde 2006 (1er tour, groupe A) |

### Nouvelle-Zélande
Confrontations entre les Îles Cook et la Nouvelle-Zélande :
| Date        | Lieu                       | Match                        | Score | Compétition                                                     |
| 8 juin 2001 | Auckland, Nouvelle-Zélande | Nouvelle-Zélande - Îles Cook | 2-0   | Qualifications pour la Coupe du monde 2002 (1er tour, groupe 2) |

## P

### Papouasie-Nouvelle-Guinée
Confrontations entre les Îles Cook et la Papouasie-Nouvelle-Guinée :
| Date             | Lieu                        | Match                                 | Score | Compétition                                        |
| 3 septembre 1971 | Papeete, Tahiti             | Papouasie-Nouvelle-Guinée - Îles Cook | 16-1  | Jeux du Pacifique Sud de 1971 (1er tour, groupe 1) |
| 27 août 2011     | Boulari, Nouvelle-Calédonie | Papouasie-Nouvelle-Guinée - Îles Cook | 4-0   | Jeux du Pacifique de 2011 (1er tour, groupe B)     |

## S

### Samoa
Confrontations entre les Îles Cook et les Samoa :
| Date             | Lieu                 | Match             | Score | Compétition                                                             |
| 15 novembre 1996 | Nukuʻalofa, Tonga    | Samoa - Îles Cook | 2-1   | Qualifications pour la Coupe du monde 1998 (1er tour, groupe Polynésie) |
| 2 septembre 1998 | Rarotonga, Îles Cook | Îles Cook - Samoa | 2-1   | Coupe d'Océanie 1998 (tour préliminaire, groupe Polynésie)              |
| 16 juin 2000     | Papeete, Tahiti      | Samoa - Îles Cook | 2-3   | Coupe d'Océanie 2000 (tour préliminaire, groupe Polynésie)              |
| 22 novembre 2011 | Apia, Samoa          | Samoa - Îles Cook | 3-2   | Qualifications pour la Coupe du monde 2014 (1er tour)                   |
| 2 septembre 2015 | Nuku'alofa, Tonga    | Îles Cook - Samoa | 1-0   | Qualifications pour la Coupe du monde 2018 (1er tour)                   |

### Samoa américaines
Confrontations entre les Îles Cook et les Samoa américaines :
| Date             | Lieu                 | Match                         | Score | Compétition                                                |
| 3 septembre 1998 | Rarotonga, Îles Cook | Îles Cook - Samoa américaines | 4-3   | Coupe d'Océanie 1998 (tour préliminaire, groupe Polynésie) |
| 12 juin 2000     | Papeete, Tahiti      | Samoa américaines - Îles Cook | 0-3   | Coupe d'Océanie 2000 (tour préliminaire, groupe Polynésie) |
| 24 novembre 2011 | Apia, Samoa          | Samoa américaines - Îles Cook | 1-1   | Qualifications pour la Coupe du monde 2014 (1er tour)      |
| 4 septembre 2015 | Nuku'alofa, Tonga    | Samoa américaines - Îles Cook | 2-0   | Qualifications pour la Coupe du monde 2018 (1er tour)      |

## T

### Tahiti
Confrontations entre les Îles Cook et les Tahiti :
| Date             | Lieu                        | Match              | Score | Compétition                                                     |
| 2 septembre 1971 | Papeete, Tahiti             | Tahiti - Îles Cook | 30-0  | Jeux du Pacifique Sud de 1971 (1er tour, groupe 1)              |
| 22 août 1995     | Tahiti                      | Tahiti - Îles Cook | 11-0  | Jeux du Pacifique Sud de 1995 (1er tour, groupe A)              |
| 8 septembre 1998 | Rarotonga, Îles Cook        | Îles Cook - Tahiti | 0-5   | Coupe d'Océanie 1998 (tour préliminaire, groupe Polynésie)      |
| 14 juin 2000     | Papeete, Tahiti             | Tahiti - Îles Cook | 2-0   | Coupe d'Océanie 2000 (tour préliminaire, groupe Polynésie)      |
| 11 juin 2001     | Auckland, Nouvelle-Zélande  | Îles Cook - Tahiti | 0-6   | Qualifications pour la Coupe du monde 2002 (1er tour, groupe 2) |
| 10 mai 2004      | Honiara, Îles Salomon       | Tahiti - Îles Cook | 2-0   | Qualifications pour la Coupe du monde 2006 (1er tour, groupe 1) |
| 3 septembre 2007 | Apia, Samoa                 | Îles Cook - Tahiti | 0-1   | Qualifications pour la Coupe du monde 2010 (1er tour, groupe A) |
| 30 août 2011     | Boulari, Nouvelle-Calédonie | Tahiti - Îles Cook | 7-0   | Jeux du Pacifique de 2011 (1er tour, groupe B)                  |

### Tonga
Confrontations entre les Îles Cook et les Tonga :
| Date             | Lieu                  | Match             | Score | Compétition                                                             |
| 11 novembre 1996 | Nukuʻalofa, Tonga     | Tonga - Îles Cook | 2-0   | Qualifications pour la Coupe du monde 1998 (1er tour, groupe Polynésie) |
| 5 septembre 1998 | Rarotonga, Îles Cook  | Îles Cook - Tonga | 2-2   | Coupe d'Océanie 1998 (tour préliminaire, groupe Polynésie)              |
| 10 juin 2000     | Papeete, Tahiti       | Îles Cook - Tonga | 2-1   | Coupe d'Océanie 2000 (tour préliminaire, groupe Polynésie)              |
| 15 mai 2004      | Honiara, Îles Salomon | Tonga - Îles Cook | 2-1   | Qualifications pour la Coupe du monde 2006 (1er tour, groupe 1)         |
| 11 juin 2009     | Veitongo, Tonga       | Tonga - Îles Cook | 1-1   | Match amical                                                            |
| 13 juin 2009     | Veitongo, Tonga       | Tonga - Îles Cook | 1-2   | Match amical                                                            |
| 26 novembre 2011 | Apia, Samoa           | Tonga - Îles Cook | 2-1   | Qualifications pour la Coupe du monde 2014 (1er tour)                   |
| 31 août 2015     | Nuku'alofa, Tonga     | Tonga - Îles Cook | 0-3   | Qualifications pour la Coupe du monde 2018 (1er tour)                   |

### Tuvalu
Confrontations entre les Îles Cook et les Tuvalu :
| Date               | Lieu        | Match              | Score | Compétition                                                     |
| 1er septembre 2007 | Apia, Samoa | Îles Cook - Tuvalu | 4-1   | Qualifications pour la Coupe du monde 2010 (1er tour, groupe A) |

## V

### Vanuatu
Confrontations entre les Îles Cook et le Vanuatu :
| Date        | Lieu                       | Match               | Score | Compétition                                                     |
| 6 juin 2001 | Auckland, Nouvelle-Zélande | Îles Cook - Vanuatu | 1-8   | Qualifications pour la Coupe du monde 2002 (1er tour, groupe 2) |

## W

### Wallis-et-Futuna
Confrontations entre les Îles Cook et Wallis-et-Futuna :
| Date         | Lieu   | Match                        | Score | Compétition                                        |
| 19 août 1995 | Tahiti | Îles Cook - Wallis-et-Futuna | 2-1   | Jeux du Pacifique Sud de 1995 (1er tour, groupe A) |